# Гай (Чернівецький район)
Гай — село в Україні, у Боянській сільській громаді Чернівецького району Чернівецької області.

## Населення
Національний склад населення за даними перепису 1930 року у Румунії:
| Національність | Кількість осіб | Відсоток |
| -------------- | -------------- | -------- |
| румуни         | 1412           | 95,92 %  |
| поляки         | 34             | 2,31 %   |
| євреї          | 15             | 1,02 %   |
| цигани         | 6              | 0,41 %   |
| українці       | 5              | 0,34 %   |

Мовний склад населення за даними перепису 1930 року:
| Мова       | Кількість осіб | Відсоток |
| ---------- | -------------- | -------- |
| румунська  | 1410           | 95,79 %  |
| польська   | 34             | 2,31 %   |
| їдиш       | 15             | 1,02 %   |
| українська | 7              | 0,48 %   |
| циганська  | 6              | 0,41 %   |